# Байдак, Леонид Иванович
Леонид Иванович Байдак (1894—1970) — русский лётчик, участник Белого движения, кавалер орденов Св. Георгия 4-й степени и Св. Николая Чудотворца. В эмиграции — полковник Королевских ВВС Югославии, командир 1-го авиационного полка ВВС КОНР.

## Биография
Сын канцелярского служителя. Среднее образование получил в Одесском реальном училище, где окончил шесть классов.
С началом Первой мировой войны поступил в Чугуевское военное училище, по окончании ускоренного курса которого 1 сентября 1915 года был произведен в прапорщики. Состоял в 499-м пехотном Ольвиопольском полку, был контужен 17 июля 1916 года на Стоходе. В 1917 году окончил Гатчинскую авиационую школу, был летчиком 29-го корпусного авиационного отряда.
В Гражданскую войну участвовал в Белом движении. С 1918 года — в войсках Северного фронта. В августе 1918 года был зачислен лейтенантом в Славяно-Британский авиационный корпус. Награждён орденом Св. Георгия 4-й степени
За то, что 23 декабря 1918 года производил полет с целью бомбометания большевистской флотилии у д. Троицы в исключительно трудных условиях вследствие тумана на высоте 150 метров, выполнил эту задачу, находясь все время под обстрелом и получив сильные повреждения пулями аппарата, довел машину обратно. 12 января 1919 года несмотря на 20 градусный мороз и получив сильное обмораживание лица, он довел глубокую разведку до конца и, находясь все время под обстрелом на низкой высоте, добыл ценные сведения для командования.
3 (16) октября 1919 года прибыл в Новороссийск с группой офицеров и военных чиновников, 7 (20) октября был зачислен во ВСЮР в чине подпоручика. С 3 (16) декабря 1919 года служил в 4-м авиационном отряде, затем был прикомандирован к 7-му авиационному отряду. В марте 1920 года эвакуировался из Новороссийска. В Русской армии — подпоручик 4-го авиационного отряда до эвакуации Крыма. Награждён орденом Св. Николая Чудотворца
За то, что 15 июля 1920 года, при обследовании района Б. Токмак, Вербовое, Пологи, Берестовое, Андреевка, Ногайск, обнаружил большой численности кавалерийскую колонну с артиллерией, причем несмотря на открытый по самолету сильный ружейный и пулеметный огонь, он смело снизился до крайней возможности в интересах более точного определения сил красных. Сознавая важность обстановки в виду предполагавшейся операции в Александровском направлении и возможность удара противником в наш фланг, подпоручик Байдак детально обследовал весь район дер. Поповки. Имея ценные сведения о противнике, он своевременно сообщил их в штаб корпуса и штаб Главнокомандующего, благодаря чему были приняты меры, давшие возможность разгромить конницу Жлобы.
Эвакуировался из Крыма на корабле «Сегед».
В эмиграции в Югославии. С 1921 года служил в Королевских ВВС Югославии. В 1927 году совершил перелет из Белграда в Бомбей, и обратно — из Бомбея в Новый Сад, также первым пролетел под Старым мостом в Мостаре. В 1941 году — полковник, командир 5-го истребительного полка. По некоторым данным, в годы Второй мировой войны служил в Русском корпусе. В ноябре 1944 года прибыл на формирование военно-воздушных сил КОНР, был назначен командиром 1-го авиационного полка.
После войны переехал в США. Умер в 1970 году в Сан-Франциско. Похоронен на Сербском кладбище в Колме. Его жена Наталия Владимировна, урождённая графиня Бобринская, (1902—1992), дочь члена Государственной думы 2-го, 3-го и 4-го созывов Владимира Бобринского. Их дочь Татьяна Байдак (ум. 2014), в замужестве Гасич.

## Награды
- Орден Святой Анны 3-й ст. с мечами и бантом (Приказ Главнокомандующего армиями Северного фронта от 20 июля 1917 г. № 532)
- Орден Святой Анны 2-й ст. с мечами (Приказ № 251 от 5 июля 1919)
- Орден Святого Георгия 4-й ст. (Приказ генерал-губернатора Северной области № 248 от 26 августа 1919)
- Орден Святителя Николая Чудотворца (Приказ Главнокомандующего № 242 от 2 августа 1921)